# Alectrosaurus olseni
Alectrosaurus olseni ("Olsens ensamma ödla") är en art som tillhör släktet Alectrosaurus, en dinosaurie som hörde till gruppen tyrannosauroider och levde under yngre delen av kritaperioden i Inre Mongoliet. Den var en tvåbent köttätare med en kroppsform som liknar den hos sin mycket större släkting, Tyrannosaurus. Alectrosaurus var tämligen liten, förmodligen mindre än 5 meter lång.

## Namn
Släktnamnet Alectrosaurus, som även kan översättas till "ogift ödla", kommer från de grekiska orden αλεκτρος/alektros ('ensam' eller 'ogift') och σαυρος/sauros ('ödla'). Vid tiden för dess upptäckt kände man knappt till någon annan asiatisk köttätande dinosaurie. Det finns en namngiven art, A. olseni, vilken är döpt för att hedra George Olsen, som fann de första exemplaren år 1923 vid American Museum of Natural Historys tredje expedition till Mongoliet. Både släkte och art namngavs och beskrevs av den amerikanske paleontologen Charles Gilmore år 1933.

## Fyndet
| ”                                                    | Den ovanliga storleken på överarmsbenet och de enormt långa klorna är så olika någon annan deinodont från yngre krita att djuret genast borde klassificeras som en ny slags theropod. | „ |
| – Charles Gilmore i sin beskrivning av Alectrosaurus | |   |

Fyndet var häpnadsväckande, för man hade ju hittat en helt ny rovdinosaurie. Men medan det mesta av materialet efter dinosaurien Gilmore ursprungligen beskrev tillhörde en medelstor tyrannosaurie, kom de stora armarna med stora klor från en oidentifierad segnosaurie. Det var dessa armar som inspirerade till namnet, eftersom den sågs som ett ensamt släkte utan annan motsvarighet inom sin familj. Tyrannosaurierna kallades då för deinodonter innan de döptes om efter Tyrannosaurus. Deinodon är ett omtvistat släkte med många arter, vilka alla baseras på fynd som tillhör andra djurarter. Senare upptäckter visar att Alectrosaurus hade små armar precis som andra tyrannosaurier.
Alectrosaurus holotyp bestod i upptäckten av ett bakben i Iren Dabasu-formationen i Inre Mongoliets autonoma region Nei Mongol Zizhiqu i Kina. Åldern av denna geologiska formation är ännu oklar, men sägs allmänt tillhöra campanianskedet under yngre delen av kritaperioden, runt 83 till 74 miljoner år sedan.
Ytterligare material, inkluderat rester efter likadana bakben samt kraniet och element av skuldrorna, har härletts till Alectrosaurus. Dessa fossil hittades i Bayan Shireh-formationen i Yttre Mongoliet, en formation vars ålder också är okänd. Den kan möjligtvis sträcka sig in i äldre campanian, men nyss gjorda bedömningar föreslår att den avlades från cenomanian- till santonianskedena. Dinosauriefaunan i Iren Dabasu och Bayan Shireh liknar varandra tämligen mycket (men se , vilket hävdar att Iren Dabasu troligen avsattes under campanian- till maastrichtskedena och möjligtvis kan korreleras med Nemegt-formationen), så det är inte så häpnadsväckande att man skulle finna ett exemplar efter Alectrosaurus just där.
Vidare kan åtskilliga skelettdelar efter samma släkte ha hittats i både Inre och Yttre Mongoliet. Dessa var fortfarande obeskrivna i början av år 2007.

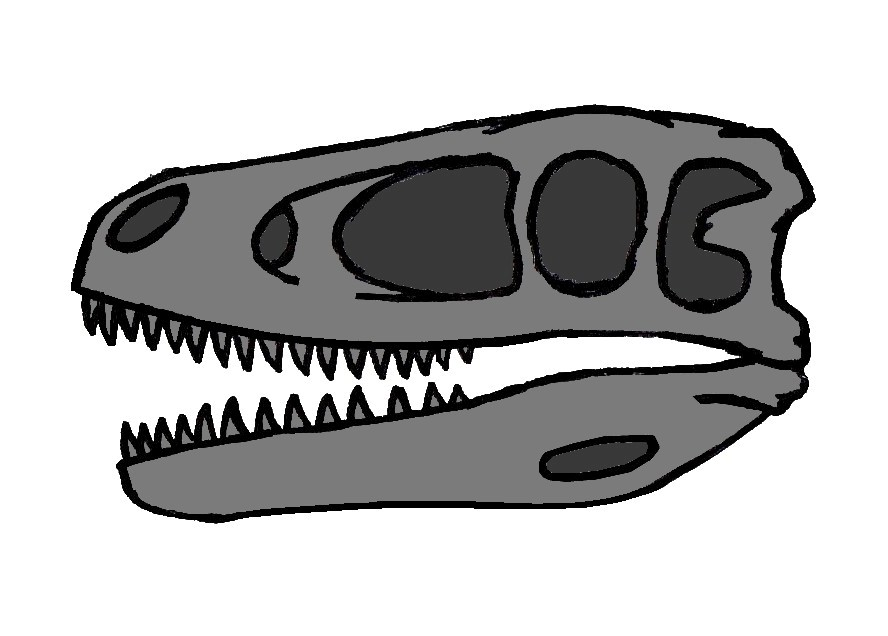
Skalle av Alectrosaurus.

## Klassificering
Alectrosaurus är utan tvivel en tyrannosaurid, men tack vare de få och fragmentariska resterna finns det för närvarande väldig liten utsikt om att kunna redogöra för dess samband med andra tyrannosaurider, och många nyligen gjorda kladistiska analyser har utelämnat det helt och hållet. En studie placerade Alectrosaurus vid inte mindre än åtta identiska parsimonella positioner i ett kladogram över tyrannosauroiderna.
Alectrosaurus beskrevs ursprungligen som en theropod med långa armar, men det var, så som nämnts ovan, en misstagen association av en segnosauries framben. Det återstående materialet består av bakbenen efter en äkta tyrannosaurid, fastän de är karakteriserade av den låga kvoten mellan dess längd av skenbenet och lårbenet, vilket betyder att båda ben är av samma storlek. Detta säger emot det man vet om de flesta andra tyrannosaurider, där skenbenet vanligen är längre. Foten (och fotleden) är också närmre i storlek till skenbenet än hos de flesta tyrannosaurider, där foten ofta är längre.
Materialet från Bayan Shireh är omstritt om det tillhör detta släkte och behöver studeras vidare. En kladistisk analys visade att de två uppsättningarna av exemplar grupperar sig på ett sätt som inte är känt hos något annat släkte. Därmed är de antagligen nära släkt, om de rent av inte tillhör samma art.